# Rana japonica
Rana japonica là một loài ếch trong họ Ranidae. Chúng là loài đặc hữu của Nhật Bản.
Các môi trường sống tự nhiên của chúng là vùng đồng cỏ ôn đới, sông, đầm nước, đất có tưới tiêu, và đất nông nghiệp có lụt theo mùa.